# Brașov (hạt)
Brașov (phát âm tiếng Romania: [braˈʃov] ⓘ) là một hạt của România, ở vùng Transilvania, thủ phủ là Brașov.

## Nhân chủng học
Đến 20 tháng 10 năm 2011, hạt này có dân số 549.217 và mật dân số 100/km².
- Người Romania - 87,4%
- Người Hungary - 7,77%
- Người Di-gan - 3,5%
- Người Đức - 0,65%

| Năm  | Dân số của hạt |
| ---- | -------------- |
| 1948 | 300.836        |
| 1956 | 373.941        |
| 1966 | 442.692        |
| 1977 | 582.863        |
| 1992 | 642.513        |
| 2002 | 589.028        |
| 2011 | 549.217        |

## Phân cấp hành chính
Hạt Brașov có 4 khu tự quản, 6 thị trấn và 48 xã:
- Khu tự quản
  - Brașov – hạt lỵ; 253,200 (tính đến năm 2011)
  - Codlea
  - Făgăraș
  - Săcele

- Thị trấn
  - Ghimbav
  - Predeal
  - Râșnov
  - Rupea
  - Victoria
  - Zărnești

- Xã
  - Apața
  - Augustin
  - Beclean
  - Bod
  - Bran
  - Budila
  - Bunești
  - Cața
  - Cincu
  - Comăna
  - Cristian
  - Crizbav
  - Drăguș
  - Dumbrăvița
  - Feldioara
  - Fundata
  - Hălchiu
  - Hărman
  - Hârseni
  - Hoghiz
  - Holbav
  - Homorod
  - Jibert
  - Lisa
  - Mândra
  - Măieruș
  - Moieciu
  - Ormeniș
  - Părău
  - Poiana Mărului
  - Prejmer
  - Racoș
  - Recea
  - Șercaia
  - Șinca
  - Șinca Nouă
  - Sâmbăta de Sus
  - Sânpetru
  - Șoarș
  - Tărlungeni
  - Teliu
  - Ticușu
  - Ucea
  - Ungra
  - Vama Buzăului
  - Viștea
  - Voila
  - Vulcan